# Yassıgeçit, Karasu
Yassıgeçit là một xã thuộc huyện Karasu, tỉnh Sakarya, Thổ Nhĩ Kỳ. Dân số thời điểm năm 2008 là 1.063 người.